# Lithophane antennata
Lithophane antennata är en fjärilsart som beskrevs av Walker 1858. Lithophane antennata ingår i släktet Lithophane och familjen nattflyn. Inga underarter finns listade i Catalogue of Life.